# NXT TakeOver: Brooklyn III
NXT TakeOver: Brooklyn III è stata la sedicesima edizione della serie NXT TakeOver, prodotta dalla WWE per il roster di NXT, e trasmessa in diretta sul WWE Network. L'evento si è svolto il 19 agosto 2017 all'Barclays Center di Brooklyn (New York).

## Storyline
La serie di NXT TakeOver, riservata ai lottatori di NXT, è iniziata il 29 maggio 2014, con lo show tenutosi alla Full Sail University di Winter Park (Florida) e trasmesso in diretta sul WWE Network.
I dark match sono considerati dalla federazione come registrazioni della successiva puntata di NXT. La card comprendeva cinque match, di cui tre valevoli per un titolo.

## Risultati
| # | Match | Stipulazioni                                   | Durata |
| - | --- | ---------------------------------------------- | ------ |
| N | Peyton Royce (con Billie Kay) ha sconfitto Sarah Logan                                                                    | Single match                                   | 04:17  |
| N | Pete Dunne e Wolfgang hanno sconfitto Moustache Mountain (Trent Seven e Tyler Bate)                                       | Tag Team match                                 | 07:07  |
| 1 | Andrade "Cien" Almas (con Zelina Vega) ha sconfitto Johnny Gargano                                                        | Single match                                   | 13:30  |
| 2 | Alexander Wolfe e Eric Young (con Killian Dain e Nikki Cross) hanno sconfitto The Authors of Pain (c) (con Paul Ellering) | Tag Team match per l'NXT Tag Team Championship | 12:00  |
| 3 | Aleister Black ha sconfitto Hideo Itami                                                                                   | Single match                                   | 12:40  |
| 4 | Asuka (c) ha sconfitto Ember Moon                                                                                         | Single match per l'NXT Women's Championship    | 14:50  |
| 5 | Drew McIntyre ha sconfitto Bobby Roode (c)                                                                                | Single match per l'NXT Championship            | 22:25  |

La lettera N indica un match andato in onda nella successiva puntata di NXT.